# Сомино (Солецкий район)
Сомино — деревня в Солецком районе Новгородской области.

## География
Находится в западной части Новгородской области на расстоянии приблизительно 2 км на восток по прямой от районного центра города Сольцы на правом берегу реки Шелонь.

## История
На карте 1847 года уже была обозначена как Сомина с 20 дворами. В 1909 году здесь (деревня Старорусского уезда Новгородской губернии) был учтен 51 двор. До 2020 года входила в состав Выбитского сельского поселения.

## Население
Численность населения: 335 человек (1909 год), 76 (русские 99 %) в 2002 году, 47 в 2010.